# Forêt nationale de Bighorn
La forêt nationale de Bighorn (anglais : Bighorn National Forest) est une forêt fédérale protégée située au nord de l'État du Wyoming, aux États-Unis.
Elle s'étend sur une surface de 4 500 km2 et a été créé en 1897.

## Aire protégée

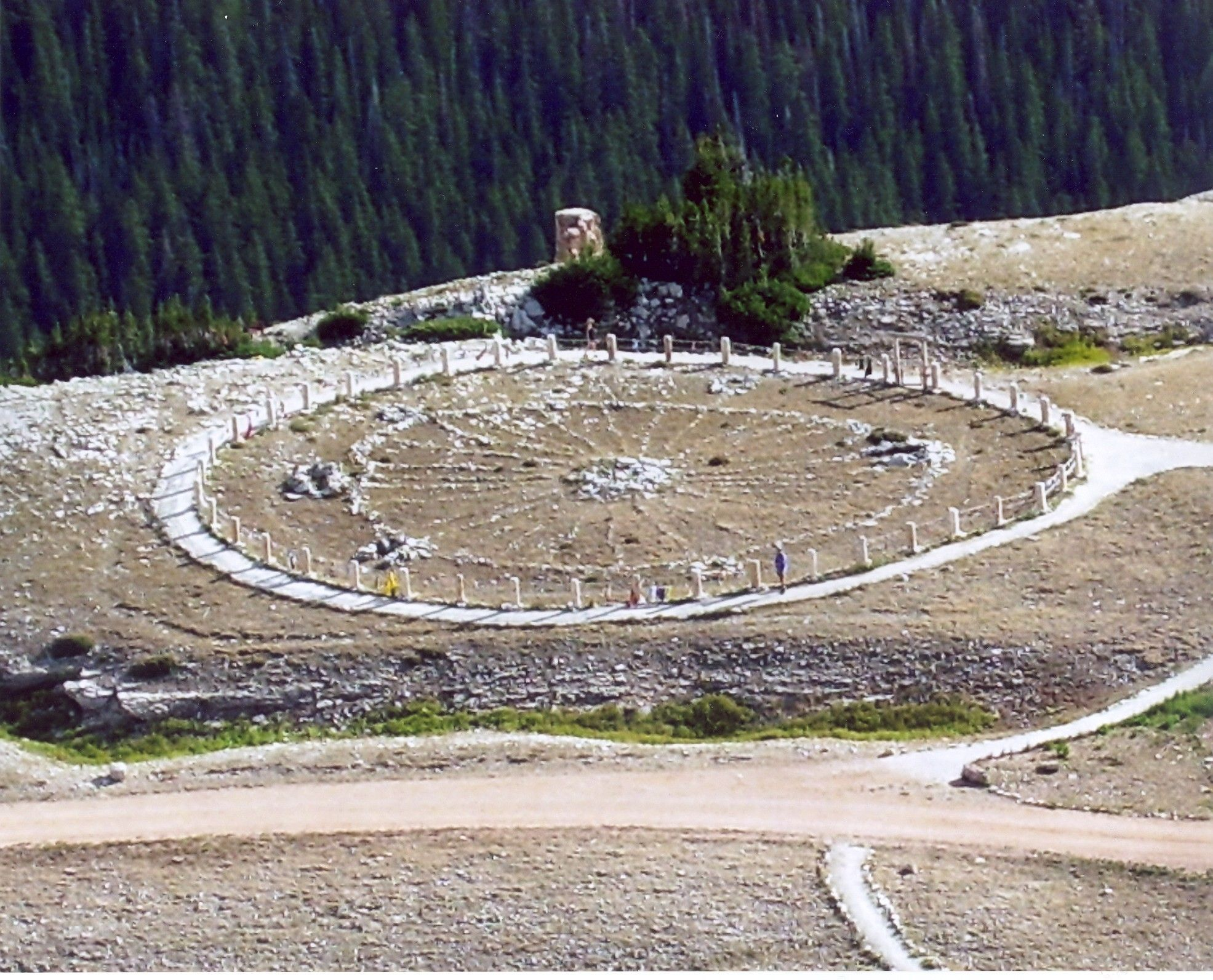
La roue médecine, site amérindien sacré et National Historic Landmark

On retrouve une aire protégée dans la forêt, soit la réserve intégrale de Cloud Peak (765,01 km2).